# 한빈 (템페스트)
한빈(본명: 응오 응옥 흥, 吳玉興(오옥흥, Ngô Ngọc Hưng), 1998년 1월 19일 ~ )는 대한민국에서 활동하는 베트남 가수이다.